# Max Broßelt
Max Broßelt (* 30. April 1909 in Marklissa, Landkreis Lauban, Provinz Schlesien; † 25. September 1990 in Leipzig) war ein deutscher SED-Funktionär und Bauernfunktionär. Er war Zweiter Sekretär der Bezirksleitung Dresden der Sozialistischen Einheitspartei Deutschlands (SED) sowie Erster Sekretär des Bezirksvorstandes Leipzig der Vereinigung der gegenseitigen Bauernhilfe (VdgB).

## Leben
Broßelt, Sohn eines Textilarbeiters und einer Weberin, besuchte die Volks- und Berufsschule. Von 1923 bis 1926 absolvierte er eine Lehre zum Stellmacher in Marklissa. 1923 trat er der Sozialistischen Arbeiter-Jugend bei, von Dezember 1926 bis zu seinem Parteiaustritt im November 1931 war er  Mitglied der Sozialdemokratischen Partei Deutschlands (SPD). 1927 arbeitete er zunächst als Tischler in der Möbelfabrik im niederschlesischen Langenöls, dann von 1927 bis 1940 mit „saisonbedingten Unterbrechungen“ als Parkettleger in der Parkettfabrik in Döbeln. Von 1940 bis 1945 war er als Stellmacher im Karosseriewerk in Döbeln dienstverpflichtet, nur unterbrochen von seinem Militär- bzw. Kriegsdienst: Von August bis November 1939 war er Bahnschütze, von Februar 1942 bis April 1943 im Kraftfahrpark Leipzig tätig sowie von April bis Mai 1945 schließlich Soldat der Wehrmacht
1945/46 arbeitete Broßelt als Stellmacher in der Feuerlöschgerätefabrik in Döbeln. Im August 1945 trat er wieder der SPD bei und wurde nach der Zwangsvereinigung von SPD und KPD 1946 der Mitglied der SED. Von Juni 1946 bis Anfang 1949 war er paritätischer Vorsitzender des Kreisvorstandes Döbeln der SED. Von November bis Dezember 1946 besuchte er die Landesparteischule „Fritz Heckert“ in Ottendorf. Im September 1947 wurde er Mitglied der SED-Landesleitung Sachsen. Von Anfang 1949 bis Mai 1949 war er politischer Mitarbeiter im Landesvorstand Sachsen, von Juni bis November 1949 fungierte er als Erster Sekretär der Kreisleitung Oschatz der SED. Von Dezember 1949 bis Juli 1952 war er Sekretär für Landwirtschaft der Landesleitung Sachsen und von August 1952 bis Januar 1954 Zweiter Sekretär der SED-Bezirksleitung Dresden. Von 1952 bis Januar 1954 gehörte er als Abgeordneter auch dem Bezirkstag Dresden an.
Von Januar 1954 bis Februar 1955 nahm Broßelt am 5. Einjahrlehrgang der Parteihochschule „Karl Marx“ teil. Von März 1955 bis Februar 1959 wirkte er als Parteiorganisator des ZK und Sekretär der Parteiorganisation im Ministerium für Land- und Forstwirtschaft der DDR. Von März 1959 bis Juni 1962 war er Sekretär für gesamtdeutsche Verbindungen des VdgB-Zentralvorstandes. Von Juni 1962 bis November 1976 war er Erster Sekretär des VdgB-Bezirksvorstandes Leipzig. Von Oktober 1963 bis 1976 war er auch Abgeordneter des Bezirkstages Leipzig. Ab September 1965 war er Mitglied des Bezirkslandwirtschaftsrates bzw. des Rates für Land- und Nahrungsgüterwirtschaft des Bezirkes Leipzig. Nach dem Eintritt in die Rente wirkte er bis 1989 als Mitglied der Bezirkskommission Leipzig zur Betreuung alter verdienter Parteimitglieder der SED.

## Auszeichnungen
- Vaterländischer Verdienstorden in Bronze (1966), in Silber (1974) und in Gold (1979)

## Schriften
- Als Parteiarbeiter auf dem Lande. In: Kuntsche, Siegfried (Red.): Wie wir angefangen haben. Von der demokratischen Bodenreform zum Sieg der sozialistischen Produktionsverhältnisse in der Landwirtschaft. Erinnerungen. Dietz, Berlin 1985, S. 43–50.